# 크리스티나 호드슨
크리스티나 호드슨(영어: Christina Hodson)은 잉글랜드의 영화 각본가이다. 각본을 담당한 대표작으로 《언포게터블》과 《범블비》가 있다.
인터뷰에서 그녀는 대만인과 코카서스인 혼혈이라고 밝혔다. 여성 각본가로서는 이례적으로 로봇 액션 영화 《범블비》에 기용되었는데, 《범블비》는 기본의 트랜스포머 시리즈의 결과는 달리 소녀와 로봇의 드라마를 강조하는 영화가 되었다. 그녀는 덴 오브 긱 인터뷰에서 '소녀들도 액션 영화에서 자신을 발견하고 롤모델을 가질 수 있다'고 말하였다.

## 작품 목록

### 영화
| 연도 | 제목             | 원제          | 감독            | 비고 |
| ---- | ---------------- | ------------- | --------------- | ---- |
| 2016 | 셧 인            | Shut In       | 패런 블랙번     |      |
| 2017 | 언포게터블       | Unforgettable | 데니즈 디노비   |      |
| 2018 | 범블비           | Bumblebee     | 트래비스 나이트 |      |
| 2020 | 버즈 오브 프레이 | Birds of Prey | 캐시 옌         |      |
| 2021 | 플래시           | The Flash     | 앤디 무스키에티 |      |